# Method Man
Clifford Smith Jr. (Hempstead, 1971. március 2. –), ismertebb művésznevén Method Man, Grammy-díjas amerikai rapper, MC, dalszerző, producer és színész, a Wu-Tang Clan hiphop csapat tagja. Neve egy amerikai szlengből, a "method"-ból származik, ami Staten Islanden marihuánát is jelent.

## Filmográfia

### Film
| Év   | Magyar cím                       | Eredeti cím                                | Szerep                    | Magyar hang                  |
| ---- | -------------------------------- | ------------------------------------------ | ------------------------- | ---------------------------- |
| 1996 | Pofonláda                        | The Great White Hype                       | Önmaga                    |                              |
| 1997 | 187                              | One Eight Seven                            | Dennis Broadway           |                              |
| 1997 | Cop Land                         | Cop Land                                   | Shondel                   |                              |
| 1998 | Könnyű pénz                      | Belly                                      | Shameek                   |                              |
| 1999 | Fekete-fehér                     | Black and White                            | Önmaga                    |                              |
| 1999 |                                  | P.I.G.S. (rövidfilm)                       | pánikoló apáca            |                              |
| 2000 |                                  | Boricua's Bond                             | -                         |                              |
| 2001 |                                  | Volcano High                               | Mr. Ma (hangja)           |                              |
| 2001 | Fűre tépni szabad                | How High                                   | Silas P. Silas            | Galambos Péter (szinkron 1.) |
| 2001 | Fűre tépni szabad                | How High                                   | Silas P. Silas            | Varga Rókus (szinkron 2.)    |
| 2002 | Hip-hop szerelem                 | Brown Sugar                                | Önmaga                    |                              |
| 2003 | Horrorra akadva 3.               | Scary Movie 3                              | Önmaga                    | Papucsek Vilmos              |
| 2004 | Apa lettem, kisapám!             | My Baby's Daddy                            | Mihaszna                  | Barabás Kiss Zoltán          |
| 2004 | A régi környék                   | Garden State                               | Diego                     | Albert Gábor                 |
| 2004 | Flúgos járat                     | Soul Plane                                 | Muggsy                    | Király Attila                |
| 2005 | Kígyóharapás                     | Venom                                      | Turner helyettes          | Láng Balázs                  |
| 2006 |                                  | The Heart Specialist                       | Lorenzo                   |                              |
| 2006 |                                  | Hood of Horror                             | Önmaga                    |                              |
| 2008 | Bódulat                          | The Wackness                               | Percy                     |                              |
| 2008 | Spárta a köbön                   | Meet the Spartans                          | perzsa követ              |                              |
| 2010 | Bűnösök és szentek               | Sinners and Saints                         | Weddo                     | Sótonyi Gábor                |
| 2011 |                                  | The Indestructible Jimmy Brown (rövidfilm) | Önmaga                    |                              |
| 2011 | A kórboncnok                     | The Mortician                              | A kórboncnok              |                              |
| 2011 | A bébisintér                     | The Sitter                                 | Jacolby                   | Varga Gábor                  |
| 2012 | Red Tails: Különleges légiosztag | Red Tails                                  | Sticks                    | Maday Gábor                  |
| 2013 |                                  | Focus: A Dontae Hawkins Film (rövidfilm)   | Vaughn apja               |                              |
| 2014 | A cipőbűvölő                     | The Cobbler                                | Leon Ludlow               | Debreczeny Csaba             |
| 2015 |                                  | #Lucky Number                              | Tyson "A szent" St. Jones |                              |
| 2015 |                                  | Staten Island Summer                       | Konko                     |                              |
| 2015 | Kész katasztrófa                 | Trainwreck                                 | Temembe                   | Sarádi Zsolt                 |
| 2016 | Keanu: Macskaland                | Keanu                                      | Cheddar                   | Turi Bálint                  |
| 2016 | Paterson                         | Paterson                                   | Önmaga                    |                              |
| 2017 |                                  | Where's the Money                          | Trap                      |                              |
| 2017 |                                  | Love Beats Rhymes                          | Ref                       |                              |
| 2018 |                                  | Future World                               | tetovált arcú             |                              |
| 2018 | Peppermint – A bosszú angyala    | Peppermint                                 | Baker kábítószer nyomozó  | Tokaji Csaba                 |
| 2019 | Shaft                            | Shaft                                      | Freddie P                 | Rába Roland                  |
| 2019 | Jay és Néma Bob Reboot           | Jay and Silent Bob Reboot                  | Önmaga                    |                              |
| 2020 | Városi cowboy                    | Concrete Cowboy                            | Leroy                     |                              |
| 2020 | Vámpírok Bronx ellen             | Vampires vs. the Bronx                     | Jackson atya              |                              |
| 2021 |                                  | This Is the Night                          | Louis                     |                              |
| 2022 | Waldo                            | Last Looks                                 | Swag Dogggg               |                              |
| 2022 |                                  | On the Come Up                             | Supreme                   |                              |
| 2024 |                                  | Bad Shabbos                                | Jordan                    |                              |
| 2024 |                                  | The 4:30 Movie                             | Cookie                    |                              |
| 2025 | Árnyékosztag                     | Shadow Force                               | Marcus Owens              | Tokaji Csaba                 |

## Diszkográfia
Stúdió albumok
- Tical  (1994)
- Tical 2000: Judgement Day (1998)
- Tical 0: The Prequel (2004)
- 4:21... The Day After (2006)
- The Crystal Meth (2011)

Albumok, amelyeken közreműködött
- Blackout! (with Redman) (1999)
- Blackout! 2 (with Redman) (2009)
- Wu-Massacre (with Ghostface Killah and Raekwon) (2010)
- Blackout! 3 (with Redman) (2011)